# Horizocerus
Horizocerus Oberholser, 1899 è un genere di uccelli della famiglia Bucerotidae, diffuso nell'Africa subsahariana.

## Tassonomia
Il genere comprende le seguenti specie:
- Horizocerus hartlaubi (Gould, 1861) - bucero nano nero
- Horizocerus albocristatus (Cassin, 1848) - bucero crestabianca africano